# 2619 Skalnaté Pleso
2619 Skalnaté Pleso là một tiểu hành tinh vành đai chính với chu kỳ quỹ đạo là 1907.3244810 ngày (5.22 năm).
Nó được phát hiện ngày 25 tháng 6 năm 1979.